# Aide au démarrage en côte

Pictogramme de l'aide au démarrage en côte

L'aide au démarrage en côte, est un équipement de sécurité active qui empêche la voiture de reculer, voire de caler, lorsque l'on démarre en pente.
Ce système est apparu, en option, sur la Studebaker Président en 1936. Cette fonctionnalité n’altère ni le poids, ni l'encombrement du véhicule. Cependant, il est quasi-impossible de l'installer sur un véhicule initialement non équipé.